# مدیریت استراتژیک منابع انسانی
مدیریت استراتژیک منابع انسانی روندی است که طی آن نیازهای فعلی و آیندهٔ منابع انسانی برای رسیدن یک سازمان به اهدافش تعیین می‌گردد. به برنامه‌ریزی منابع انسانی باید به عنوان حلقهٔ پیوند بین مدیریت منابع انسانی و اهداف کلی یک سازمان نگریسته شود. پیر شدن جمعیت کارکنان در بیشتر کشورهای غربی و تقاضای روزافزون برای کارکنان زبده در کشورهای در حال توسعه نیز حاکی از اهمیت برنامه‌ریزی بهینهٔ منابع انسانی است.
بنابر تعریف بولا و اسکات، برنامه‌ریزی منابع انسانی «روندی است که در طی آن نیازهای منابع انسانی یک سازمان مشخص شده و برای رفع این نیازهای برنامهٔ قابل قبولی ریخته شود.» رایلی این فرایند را به عنوان «تلاش‌های یک سازمان برای برآورد کردن تقاضاهی نیروی کار و ارزیابی اندازه، نوع، و منابع عرضه‌ای که این تقاضا را رفع کند» تعریف می‌کند.
برنامه‌ریزی مدیریت منابع انسانی شامل ایجاد یک برند برای کارفرما، استراتژی ابقا، استراتژی انعطاف‌پذیری، استراتژی مدیریت استعدادها و استراتژی انتخاب است. همچنین مدیریت استراتژیک منابع انسانی مبتنی بر سه فرض است؛
- اول اینکه سرمایه انسانی منبع عمده مزیت رقابتی است؛
- دوم اینکه این کارکنان هستند که طرح‌های استراتژیک را به اجرا درمی‌آورند،
- و سوم اینکه برای تعیین مقصد سازمان و نحوه رسیدن به آن بایستی رویکردی سیستماتیک در پیش گرفته شود.[۳]